# Elecciones municipales de Pasco de 1995
Las elecciones municipales de Pasco de 1995 se llevaron a cabo el 12 de noviembre de 1995 para elegir al alcalde y al Concejo Provincial de Pasco para el periodo 1996-1998. La elección se celebró simultáneamente con elecciones municipales en todo el país.

## Sistema electoral
La Municipalidad Provincial de Pasco es el órgano administrativo y de gobierno de la provincia de Pasco. Está compuesta por el alcalde y el Concejo Provincial.
La votación del alcalde y el concejo se realiza en base al sufragio universal, que comprende a todos los ciudadanos nacionales mayores de dieciocho años, empadronados y residentes en la provincia de Pasco y en pleno goce de sus derechos políticos, así como a los ciudadanos no nacionales residentes y empadronados en la provincia de Pasco.
El Concejo Provincial de Pasco está compuesto por 19 regidores elegidos por sufragio directo para un período de tres (3) años, en forma conjunta con la elección del alcalde (quien lo preside). La votación es por lista cerrada y bloqueada. Se asigna a la lista ganadora los escaños según el método d'Hondt o la mitad más uno, lo que más le favorezca. Es elegido como alcalde el candidato que ocupe el primer lugar de la lista que haya obtenido la más alta votación.

## Composición del Concejo Provincial de Pasco
La siguiente tabla muestra la composición del Concejo Provincial de Pasco antes de las elecciones.
| Partidos | Partidos                                                      | Regidores |
| -------- | ------------------------------------------------------------- | --------- |
|          | Lista Independiente Frente de Reconstrucción Popular de Pasco | 11        |
|          | Lista Independiente Movimiento de Desarrollo Pasco            | 3         |
|          | Lista Independiente Frente de Desarrollo Cáceres              | 1         |
|          | Lista Independiente Movimiento Independiente Cambio 93        | 1         |
|          | Lista Independiente Frente Amplio Regional                    | 1         |
|          | Izquierda Unida                                               | 1         |
|          | Acción Popular                                                | 1         |

## Partidos y candidatos
A continuación se muestra una lista de los principales partidos y alianzas electorales que participaron en las elecciones:
| Candidatura | Candidatura | Partidos y alianzas                                                   | Candidatos | Candidatos                 | Ideología                                | Resultado previo | Resultado previo | Ref. |
| Candidatura | Candidatura | Partidos y alianzas                                                   | Candidatos | Candidatos                 | Ideología                                | Votos (%)        | Reg.             | Ref. |
| ----------- | ----------- | --------------------------------------------------------------------- | ---------- | -------------------------- | ---------------------------------------- | ---------------- | ---------------- | ---- |
|             | AP          | Lista - Acción Popular (AP)                                           |            | Sin información disponible | Humanismo Nacionalismo cívico Reformismo | 5.13%            | 1                |      |
|             | IND         | Lista - Lista Independiente N° 5 Pasco Perú                           |            | Sin información disponible | Localismo pasqueño                       | Nuevo            | Nuevo            |      |
|             | IND         | Lista - Lista Independiente N° 5                                      |            | Sin información disponible | Localismo pasqueño                       | Nuevo            | Nuevo            |      |
|             | IND         | Lista - Lista Independiente N° 7 Alianza Somos Pasco Unidos por Pasco |            | Sin información disponible | Localismo pasqueño                       | Nuevo            | Nuevo            |      |
|             | IND         | Lista - Lista Independiente N° 9 MID Pasco                            |            | Eduardo Carhuaricra Meza   | Localismo pasqueño                       | Nuevo            | Nuevo            |      |
|             | IND         | Lista - Lista Independiente N° 11 Frente de Reconstrucción Popular    |            | Sin información disponible | Localismo pasqueño                       | Nuevo            | Nuevo            |      |
|             | IND         | Lista - Lista Independiente N° 13 Frente Patriótico Alternativa Pasco |            | Sin información disponible | Localismo pasqueño                       | Nuevo            | Nuevo            |      |
|             | IND         | Lista - Lista Independiente N° 15 Pasco por el Cambio                 |            | Sin información disponible | Localismo pasqueño                       | Nuevo            | Nuevo            |      |
|             | IND         | Lista - Lista Independiente N° 17 Pasco Mayoría para el Cambio        |            | Sin información disponible | Localismo pasqueño                       | Nuevo            | Nuevo            |      |

Otros candidatos
| Partidos y alianzas | Partidos y alianzas                         | Candidatos                 |
| ------------------- | ------------------------------------------- | -------------------------- |
|                     | Lista Independiente N° 3 Frente Democrático | Sin información disponible |

## Resultados

### Sumario general
|                        |                                                               |              |              |              |           |           |
| Partidos y coaliciones | Partidos y coaliciones                                        | Voto popular | Voto popular | Voto popular | Regidores | Regidores |
| Partidos y coaliciones | Partidos y coaliciones                                        | Votos        | %            | ±pp          | Total     | +/−       |
|                        | Lista Independiente N° 9 MID Pasco                            | 10,943       | 29.75        | n/a          | 10        | +10       |
|                        | Lista Independiente N° 11 Frente de Reconstrucción Popular    | 7,666        | 20.84        | n/a          | 4         | +4        |
|                        | Lista Independiente N° 5 Pasco Perú                           | 3,825        | 10.40        | n/a          | 1         | +1        |
|                        | Lista Independiente N° 17 Pasco Mayoría para el Cambio        | 3,664        | 9.96         | n/a          | 1         | +1        |
|                        | Lista Independiente N° 15 Pasco por el Cambio                 | 3,604        | 9.80         | n/a          | 1         | +1        |
|                        | Lista Independiente N° 7 Alianza Somos Pasco Unidos por Pasco | 2,722        | 7.40         | n/a          | 1         | +1        |
|                        | Lista Independiente N° 13 Frente Patriótico Alternativa Pasco | 2,373        | 6.45         | n/a          | 1         | +1        |
|                        | Acción Popular (AP)                                           | 1,065        | 2.90         | –2.23        | 0         | –1        |
|                        | Lista Independiente N° 3 Frente Democrático                   | 917          | 2.49         | n/a          | 0         | ±0        |
|                        |                                                               |              |              |              |           |           |
| Total                  | Total                                                         | 36,779       |              |              | 19        | ±0        |
|                        |                                                               |              |              |              |           |           |
| Votos válidos          | Votos válidos                                                 | 36,779       | 75.43        | +15.44       |           |           |
| Votos en blanco        | Votos en blanco                                               | 4,182        | 8.58         | +0.33        |           |           |
| Votos nulos            | Votos nulos                                                   | 7,798        | 15.99        | –15.77       |           |           |
| Votos emitidos         | Votos emitidos                                                | 48,759       | 71.36        | +14.73       |           |           |
| Abstenciones           | Abstenciones                                                  | 19,569       | 28.64        | –14.73       |           |           |
| Votantes registrados   | Votantes registrados                                          | 68,328       |              |              |           |           |
|                        |                                                               |              |              |              |           |           |
| Fuente:                |                                                               |              |              |              |           |           |

## Elecciones municipales distritales

### Resultados por distrito
La siguiente tabla enumera el control de los distritos de la provincia de Pasco. El cambio de mando de una organización política se resalta del color de ese partido.
| Distrito                            | Alcalde(sa) titular         | Partido político | Partido político             | Alcalde(sa) electo(a)       | Partido político | Partido político          |
| ----------------------------------- | --------------------------- | ---------------- | ---------------------------- | --------------------------- | ---------------- | ------------------------- |
| Huachón                             | Ángel Paredes Flores        |                  | Frente de Desarrollo Cáceres | Genaro Puente Ayala         |                  | Lista Independiente N° 17 |
| Huariaca                            | Julio Grados Camán          |                  | Movimiento Libertad          | Fernando Bazán Calderón     |                  | Lista Independiente N° 25 |
| Huayllay                            | Cipriano Carranza Cristóbal |                  | Reconstrucción Popular       | Cipriano Carranza Cristóbal |                  | Lista Independiente N° 11 |
| Ninacaca                            | Julio Arias Carhuaricra     |                  | Gran Mayoría                 | Fausto Rivera Soto          |                  | Lista Independiente N° 11 |
| Pallanchacra                        | Jesús López Campos          |                  | Cambio 93                    | Perfecto Hidalgo Trujillo   |                  | Lista Independiente N° 17 |
| Paucartambo                         | Wenceslao Orozco Samaniego  |                  | Movimiento de Desarrollo     | Luis Arzapalo Imbertis      |                  | Lista Independiente N° 29 |
| San Francisco de Asís de Yarusyacán | Amadeo Chamorro Cabello     |                  | Partido Aprista Peruano      | Héctor Cabello Simeón       |                  | Lista Independiente N° 9  |
| Simón Bolívar                       | Demetrio Atencio Cristóbal  |                  | Reconstrucción Popular       | Demetrio Atencio Cristóbal  |                  | Lista Independiente N° 11 |
| Ticlacayán                          | Roberto Torres Ángel        |                  | Izquierda Unida              | Víctor Torres Salcedo       |                  | Lista Independiente N° 13 |
| Tinyahuarco                         | Walter Poma Barreto         |                  | Partido Aprista Peruano      | Miller Aliaga Ángel         |                  | Lista Independiente N° 17 |
| Vicco                               | Amadeo Bernuy Palpan        |                  | Cambio 93                    | Donaldo Atachagua Pérez     |                  | Lista Independiente N° 17 |
| Yanacancha                          | Miguel Bravo Quispe         |                  | Movimiento de Desarrollo     | Miguel Bravo Quispe         |                  | Lista Independiente N° 9  |